# 南瑞典日報
《南瑞典日報》（瑞典语：Sydsvenskan，又稱Sydsvenska Dagbladet）是一份在瑞典马尔默出版的日报。它是馬爾默最大雇主之一。最早成立於1848年，發行地區除馬爾默外，還包括约塔爾南部。

## 歷史
南瑞典日報之前身為1848年創辦於馬爾默的《馬爾默快報》(Snäll-Posten från Malmö)。1870年，南瑞典日報(Sydsvenska Dagbladet)成立，成為馬爾默快報的競爭者；然而兩家新聞社不久之後即合併，並於1872年1月2日以南瑞典即時日報(Sydsvenska Dagbladet Snällposten)之名發行整併後之創刊號。在創辦人卡爾·賀蕭的主導下，該報自1904年開始採用當時右派政黨國民選舉人聯盟(Allmanna valmansförbundet)的觀點；1966年與當時的右黨(Högerpartiet)決裂之後，南瑞典日報被認定為改採獨立開明立場。
1989年10月3日，南瑞典日報改採三份制形式發行，意即一份報紙由三個擁有個別頁碼(ABC-delen)的部分所組成。
1995年9月1日，南瑞典日報開始隨平面報紙同步製作網路新聞。
2004年10月5日，南瑞典日報的三個版面同時改制為小型報的編排模式。報刊上的名稱也簡寫為南瑞典人 Sydsvenskan，不過自1872年以來沿用的正式名稱南瑞典即時日報仍然保留了下來；2004年的改制還包括引進了第四個版面(D-delen)。在此同時，早先的ABC三大版面也獲得更清楚的定位:B-delen被定型為文化與娛樂版；C-delen被稱為馬爾默與體育版或隆德與體育版，端視其發行地區而定。

## 版本
南瑞典日報依據發行地區的不同區分為三種版本:各版本的C版(C-delen)當地新聞隨著不同的地區有著不同的內容與編排方式。第一種版本發行於除了隆德與馬爾默地區以外的其他瑞典地區(如約塔爾南部)，第二種版本在隆德發行，第三種版本在馬爾摩發行。由於馬爾摩地區發行的版本較瑞典其他地區的版本晚一小時左右截稿，第三種版本的時效性與可信度較其他版本高。

## 內容
除了一般內容，包括體育、國內外新聞、文化、娛樂、經濟、家庭、電視節目等版面以外，南瑞典日報另設置有四個獨特的部門:我們之間(Oss emellan，周遭環境(Omkretsen)，那個字(Ordet)以及Postis。Postis是一個針對十七歲以下的青少年設置的辯論版面，於1973年3月4日正式引入；最初南瑞典日報僅在每周日刊登Postis，但此版面隨著好評逐漸發展為每日隨報發行。Omkretsen主要是報社針對隆德與馬爾默市以其周邊其他鄉鎮，包括Lomma、Burlövs(布爾勒夫市、Svedala等地環境的監督。Omkretsen於1973年9月23日引入，其目的之一為增加南瑞典日報在馬爾默周邊鄉鎮市與郊區的閱報率。

## 引起關注之文章
2008年2月13日，南瑞典日報在新聞版刊登了曾在回教世界中引起暴動與爭議的日德蘭郵報穆罕默德漫畫事件其中一則漫畫。報社總編Peter Melin 在漫畫刊登的同一天過世，為該則漫畫在南瑞典日報的刊登引起關注。

## 外部連結
南瑞典日報網站（页面存档备份，存于）